# Ammodaucus leucotrichus
Ammodaucus leucotrichus là một loài thực vật có hoa trong họ Hoa tán. Loài này được Coss. mô tả khoa học đầu tiên năm 1859.